# 獅鼻直杜父魚
獅鼻直杜父魚為輻鰭魚綱鮋形目杜父魚亞目杜父魚科的其中一種，為亞熱帶海水魚，分布於東太平洋美國加州蒙德勒灣至墨西哥下加利福尼亞半島北部海域，體長可達10公分，棲息在潮間帶，生活習性不明。